# Pachytriton feii
Espèce
Pachytriton feii est une espèce d'urodèles de la famille des Salamandridae. 

## Répartition
Cette espèce est endémique de République populaire de Chine. Elle se rencontre dans les provinces d'Anhui, du Jiangxi, du Zhejiang et du Henan. 

## Description
Le mâle mesure 73,3 mm et la femelle 81,6 mm.

## Étymologie
Cette espèce est nommée en l'honneur de Liang Fei.

## Publication originale
- Nishikawa, Jiang & Matsui, 2011 : Two new species of Pachytriton from Anhui and Guangxi, China (Amphibia: Urodela: Salamandridae). Current Herpetology, vol. 30, p. 15-31.